# دورة اتحاد شمال إفريقيا تحت 20 سنة 2021
دورة اتحاد شمال أفريقيا تحت 20 سنة 2021 هي النسخة الرابعة عشرة من بطولة دورة اتحاد شمال أفريقيا تحت 20 سنة. أقيمت الدورة في تونس في الفترة من 8 إلى 17 نوفمبر 2021.

## المنتخبات المشاركة
| - الجزائر - مصر - ليبيا | - موريتانيا (ضيف مدعو) - المغرب (انسحب) - تونس (البلد المضيف) |

## أماكن
| مدن    | أماكن                 | سعة  |
| ------ | --------------------- | ---- |
| أريانة | الملعب البلدي بأريانة | 7000 |
| قرطاج  | الملعب البلدي بقرطاج  | 5000 |

## الترتيب
| م | الفريق    | لعب | ف | ت | خ | أ.له | أ.ع | أ.ف | نقاط | التأهل |
| - | --------- | --- | - | - | - | ---- | --- | --- | ---- | ------ |
| 1 | تونس (H)  | 4   | 3 | 1 | 0 | 11   | 4   | +7  | 10   | البطل  |
| 2 | مصر       | 4   | 3 | 0 | 1 | 6    | 5   | +1  | 9    |        |
| 3 | موريتانيا | 4   | 1 | 2 | 1 | 6    | 6   | 0   | 5    |        |
| 4 | الجزائر   | 4   | 1 | 0 | 3 | 4    | 6   | −2  | 3    |        |
| 5 | ليبيا     | 4   | 0 | 1 | 3 | 3    | 9   | −6  | 1    |        |

### المباريات
| تونس                                                     | 3–2   | الجزائر                                          |
| -------------------------------------------------------- | ----- | ------------------------------------------------ |
| - محمد أمين كشيش 73' - ياسين دريدي 90' - مكرم صغيّر 90+3' | تقرير | - جوريس راهو 53' - سرفانتس كاسادو نوح pen.' (53) |

| مصر                                             | 2–1   | ليبيا                      |
| ----------------------------------------------- | ----- | -------------------------- |
| - أحمد شريف زاكي 13' - أحمد حلمي عبد الحميد 18' | تقرير | - عبدالله فرج الفرجاني 77' |

| تونس             | 1–1   | موريتانيا        |
| ---------------- | ----- | ---------------- |
| - غيث وهايبي 51' | تقرير | - الحسينو سي 23' |

| الجزائر | 0–1   | مصر                        |
| ------- | ----- | -------------------------- |
|         | تقرير | - أحمد حلمي عبد الحميد 21' |

| مصر                                                          | 2–1   | موريتانيا        |
| ------------------------------------------------------------ | ----- | ---------------- |
| - أحمد فتحي عبد الوهاب pen.' (14) - عبد الرحمن زاكي أحمد 50' | تقرير | - الحسينو سي 63' |

| ليبيا | 0–1   | الجزائر            |
| ----- | ----- | ------------------ |
|       | تقرير | - إدريس بونعاس 30' |

| تونس                                                                                  | 4–0   | ليبيا |
| ------------------------------------------------------------------------------------- | ----- | ----- |
| - أدم قرّب 37' - غيث وهايبي 45+2' - محمد أمين كشيش pen.' (52) - مالكوم جمال لحميدي 86' | تقرير |       |

| موريتانيا                                       | 2–1   | الجزائر         |
| ----------------------------------------------- | ----- | --------------- |
| - محمد علي دياديه pen.' (45+1) - الحسينو سي 89' | تقرير | - جوريس راهو 3' |

| تونس                                                     | 3–1   | مصر                        |
| -------------------------------------------------------- | ----- | -------------------------- |
| - يوسف سنانة pen.' (45) - مالك مهري 50' - يوسف سنانة 73' | تقرير | - عبد الرحمن زاكي أحمد 12' |

| موريتانيا                                 | 2–2   | ليبيا                                     |
| ----------------------------------------- | ----- | ----------------------------------------- |
| - عيسى مبارك 54' (ركلة.) - الحسينو سي 76' | تقرير | - فهد محمد 58' - عبدالله فرج الفرجاني 87' |

## بطل
| بطل دورة اتحاد شمال أفريقيا تحت 20 سنة 2021 |
| ------------------------------------------- |
| تونس                                        |
| تونس اللقب السابع                           |

## الهدافين
4 أهداف
- الحسينو سي

2 أهداف
- جوريس راهو
- أحمد حلمي عبد الحميد
- عبد الرحمن زاكي أحمد
- عبد الله فرج الفرجاني
- غيث وهايبي
- محمد أمين كشيش
- يوسف سنانة

هدف واحد
- سرفانتس كاسادو نوح
- إدريس بونعاس
- أحمد شريف زاكي
- أحمد فتحي عبد الوهاب
- فهد محمد
- محمد علي دياديه
- عيسى مبارك
- ياسين دريدي
- مكرم صغيّر
- أدم قرّب
- مالكوم جمال لحميدي
- مالك مهري

## الجوائز
- الكرة الذهبية:
- الحذاء الذهبي:
- القفاز الذهبي:
- كأس اللعب النظيف:  ليبيا

## روابط خارجية
- تونس تستضيف دورة منتخبات تحت 20 عاما - الموقع الرسمي لاتحاد شمال إفريقيا لكرة القدم